# Старое Чубарово
Старое Чубарово — деревня в Судогодском районе Владимирской области России, входит в состав Лавровского сельского поселения.

## География
Деревня расположена на берегу речки Яда в 6 км к востоку от райцентра города Судогды.

## История
В XIX — первой четверти XX века деревня входила в состав Бережковской волости Судогодского уезда, с 1926 года — в составе Судогодской волости Владимирского уезда. В 1859 году в деревне числилось 8 дворов, в 1905 году — 14 дворов, в 1926 году — 21 двор.
С 1929 года деревня являлась центром Загорского сельсовета Судогодского района, с 1940 года — в составе Судогодского сельсовета, с 1983 года — в составе Лавровского сельсовета, с 2005 года — в составе Лавровского сельского поселения.

## Население
| 1859 | 1905 | 1926 | 2002 | 2010 | 2021 |
| ---- | ---- | ---- | ---- | ---- | ---- |
| 64   | ↗92  | ↗110 | ↘23  | ↘8   | ↗25  |